# Toft Monks
Toft Monks is een civil parish in het bestuurlijke gebied South Norfolk, in het Engelse graafschap Norfolk met 348 inwoners.